# Anta Sports
Anta Sports Products Limited er en kinesisk multinational producent af sportsudstyr og sportsbeklædning med hovedkvarter i Jinjiang, Fujian. De har en årsomsætning på 7,7 mia. US $. Virksomheden kendes bedst for deres majoritetsejerskab af finske Amer Sports. Anta Sports er børsnoteret på Hong Kong Stock Exchange og en del af Hang Seng Index.
Anta blev etableret af Ding Shizhong i 1991.